# روب نيلسون (صحفي)
روب نيلسون (بالإنجليزية: Rob Nelson)‏ هو صحفي أمريكي، ولد في 5 يونيو 1978 في نيوجيرسي في الولايات المتحدة.

## وصلات خارجية
- روب نيلسون على موقع IMDb (الإنجليزية)